# Konservatlagerstätte Foulden Maar

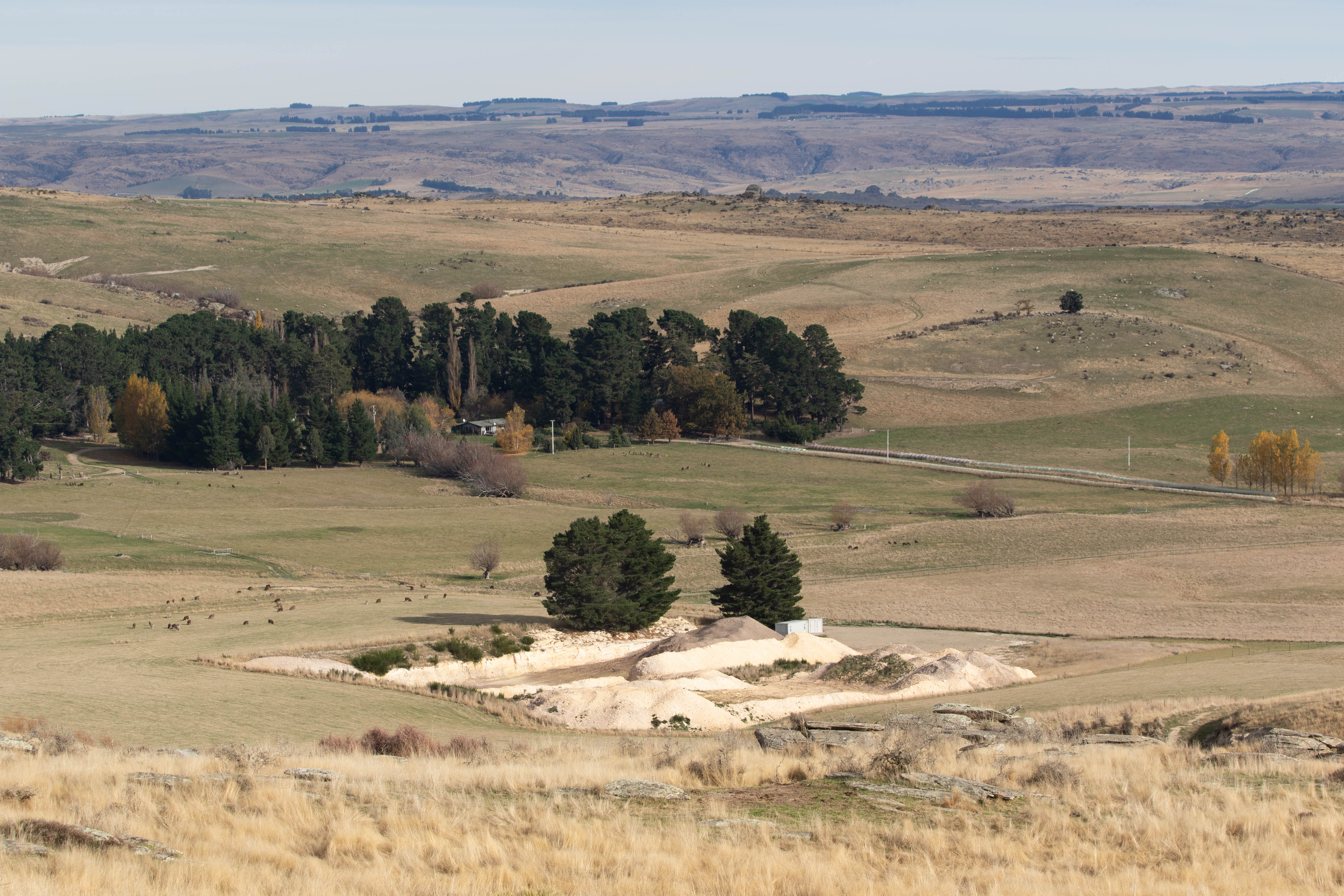
Foulden Maar

Die Konservatlagerstätte Foulden Maar befindet sich im Süden der Südinsel von Neuseeland bei Middlemarch, Otago, etwa 50 km nordwestlich der Stadt Dunedin. Es ist ein 23 Millionen Jahre altes, teilweise erodiertes Maar, welches durch vulkanische Aktivität im Miozän gebildet wurde. Das Maar umfasst eine rundliche Absenkung mit einem Durchmesser von etwa 1 km und ist verfüllt mit laminierten, fossilreichen Diatomeen- (Kieslalgen-)Ablagerungen bis zu einer Tiefe von etwa 183 m mit einer bedeutenden Variation an Fossilien, die eine hohe Biodiversität zeigt. Wegen der sehr guten Fossilienerhaltung (z. T. inklusive Weichteile) wird es als Konservatlagerstätte klassifiziert.

## Geologie

### Geologischer Rahmen
Das Foulden Maar gehört zu dem im Miozän aktiven Dunedin-Vulkanfeld, welches östlich von Otago liegt. Das Dunedin-Vulkanfeld umfasst auch das ehemals separat aufgeführte Waipiata-Vulkanfeld, welchem das Foulden Maar häufig zugeordnet wird. Es handelt sich bei dem umgebenden Gestein um Schiefer und Vulkanite, darunter vulkanische Gänge, Lavaflüsse, Lavadome und pyroklastisches Material. Der Schiefer gehört zum jurassischen Grundgebirge – dem Otago-Schiefer.
Der Krater ist mit Sedimenten verfüllt. Bohrkerne zeigen, dass etwa die ersten 120 m aus laminierten biogenen Diatomeen bestehen. Darunter folgen etwa 63 m pyroklastisches Sediment, Diatreme und Brekzien. Bei den laminierten Lagen handelt es sich um eine jährliche Ablagerung. Damit stellt das Maar etwa 120.000 Jahre an Ablagerungen eines alten Sees dar. Diese jährlichen Ablagerungen sind direkt oder indirekt durch das Klima kontrolliert und beinhalten daher ein Reichtum an paläontologischen und paläoklimatischen Informationen.

### Entstehungsgeschichte
Das Foulden Maar hat sich infolge des aktiven Vulkanismus der Gegend bei einer phreatomagmatischen Explosion gebildet, wobei sich das Diatrem im untersten Bereich gebildet hat. Es bildete sich ein runder Krater im Otago-Schiefer mit steilen Wänden. Vermutlich wurde vulkanisches Material auch ausgeworfen, was einen Tephraring am Kraterrand bildete. Heute ist jedoch kein Tephraring zu finden. Die ersten im Maar abgelagerten Brekzien-Schichten werden als Ablagerung des Kollaps der Kraterwände interpretiert. Nach dem Ende der phreotomagmatischen Aktivität ist der Grundwasserspiegel gestiegen, wodurch sich ein Maarsee bildete. Darin wurden zuerst Schuttstrom- und Turbiditstrom-Ablagerungen gebildet, möglicherweise aus dem aufgearbeiteten Material des Tephrarings. Die oberen circa 120 m umfassen die laminaren fossilreichen Diatomeen-Schichten, mit jährlichen Ablagerungszyklen in einem ruhigen, tiefen und anoxischem Maarsee. Ein Teil der Schichten an der Oberfläche wurde vermutlich bereits weg erodiert.

### Datierung
Foulden Maar gehört zu der aktiven vulkanischen Phase vor 25–21 Ma des Dunedin-Vulkanfeldes, die Lagerstätte ist auf circa 23 Ma datiert. Die Datierung des Maars wurde mit Hilfe von relativen und absoluten Verfahren inklusive radiometrischer Datierung und Magnetostratigraphie durchgeführt.

## Taphonomie – Erhaltung der Fossilien
Das Maar hatte keine Zuflüsse und war damit hydrogeologisch abgeschlossen. Daraus folgt, dass alle in den Seesedimenten erhaltenen Organismen, abgesehen von Wind transportieren Pollen, entweder im See gelebt haben oder in der unmittelbaren Nähe des umgebenden Waldes. Dies ermöglicht eine präsize Rekonstruktion von vergangener Nahrungsketten und Ökosystemen in dieser Umgebung.
Der Erhaltungsgrad variiert für die einzelnen Fossilien je nach Spezies, Grad an Zersetzung vor der Beerdigung und Erhaltung, und das Ausmaß an Verwitterung des Sediments. Der hohe Erhaltungsgrad der vielen verschiedenen Fossilien hängt auch mit einem Mangel an Bioturbation und Strömungen zusammen, da die abgelagerten Organismen wenig gestört werden. Des Weiteren herrschten anoxische Bedingungen am Seegrund. Außerdem wurde eine Abwesenheit von Organismen mit Kalk-Schalen und Otolithen bemerkt sowie die Dekalzifizierung von Fischknochen. Dies impliziert saure Bedingungen am Boden des Sees.
Typische Formen der Erhaltung im Foulden Maar sind Kompressionsfossilien von Blättern, Blumen mit in-situ Pollen, Insekten, Spinnen ersetzt durch Pyrit und Fische als Kompressionsfossilien der artikulierten Skelette. Dabei sind die Fische zum Großteil erhalten durch Kohlenstoffhaltige Filme oder wurden durch Pyrit ersetzt, andere haben sogar erhaltene Weichteile.

## Funde – Flora
Eine Vielzahl an Pflanzenfossilien wurden im Foulden Maar gefunden. Pflanzen der folgende Aufzählung sind im Foulden Maar vertreten:
- Farne mit wenigen Makrofossilen aber z. T. in-situ Pollen und das Vorkommen verschiedenen Sporenarten.[1]
- Bärlapppflanzen (Lycopodiopsida)[1]
- Pilze, welche epiphyllisch auf Blättern wuchsen z. B. von der Gattung Entopeltacites, Callimothallus, Phragomothyrites.[1]
- Podocarpaceae (Steineibengewäche) sind durch zwei Gattungen vertreten, einzelne Blätter der Podocarpus und blättrige Zweige der Prumnopitys. Viele Blätterteile oder ganze Blätter sind gut erhalten mit intakter Cuticula und zeigen teilweise Schäden durch Insekten.[1]
- Monokotyledonen sind vertreten durch die Gattungen Astelia Banks & Sol. ex R.Br.,[8] Cordyline Comm. ex R.Br., Luzuriaga Ruiz et Pav.,[9] Rhipogonum J.R. Forst und G. Forst., Typha L.[10] und die Familie der Orchideen mit den Gattungen Dendrobium Sw. and Earina Lindl.[11]
- Basale Angiospermen (Bedecktsamer) und Eudikotyledonen sind durch viele erhaltenen Blätter aus mindestens 25 Familien im Foulden Maar vertreten mit sehr guter Erhaltung von kutikulären Merkmalen.[1]
- Blumen gibt es als Kompression erhaltenen inklusive Blüten, Staubbeutel, Staubblätter und manche mit in-situ Pollen.[12] Darunter findet man die Familien Alseuosmiaceae, Cunoniaceae, Elaeocarpaceae, Loranthaceae, Euphorbiaceae, Meliaceae und Rutaceae. Manche beinhalten die erste und/oder einzige Fundstätte entsprechenden Gruppe.
- Familien, deren Früchte und/oder Samen im Foulden Maar vorkommen, sind Araliaceae, Atherospermataceae, Bignoniaceae, Casuarinaceae, Fabaceae, Lauraceae, Meliaceae, Menispermaceae and Myrtaceae[12][13]. Die meisten sind komprimiert, einige sind 3D erhalten und viele pyritisiert befinden sich entlang bestimmten Schichtfläche.[1]

## Funde – Fauna

### Wirbellose

#### Diatomeen, Schwämme und Chrysophyceae
Das biogene Sedimentgestein besteht vor allem aus den silikatischen Frustulen der Diatomeen (Kieselalgen) Spezies Encyonema jordanii (Grunow) Mills (auch Cymbella jordanii Grunow). Manche Diatomeen, beispielsweise Aulacoseira Thwaites und Melosira C.Agardh, treten auch in Koprolithen auf.
Silikatische Chrysophyceae (Goldbraune Algen) Stomatocysten treten häufig einzeln oder in kleinen planaren Aggregaten mit amorphem organischem Material in den dunkeln (Herbst/Winter-)Schichten auf.
Sklerite der Süßwasserschwämme der Gattung Spongilla Lamarck, 1816 sind in der Ablagerung verteilt und vor allem in einem 58 cm mächtigem Sklerit-Horizont vorzufinden.

#### Arthropoden

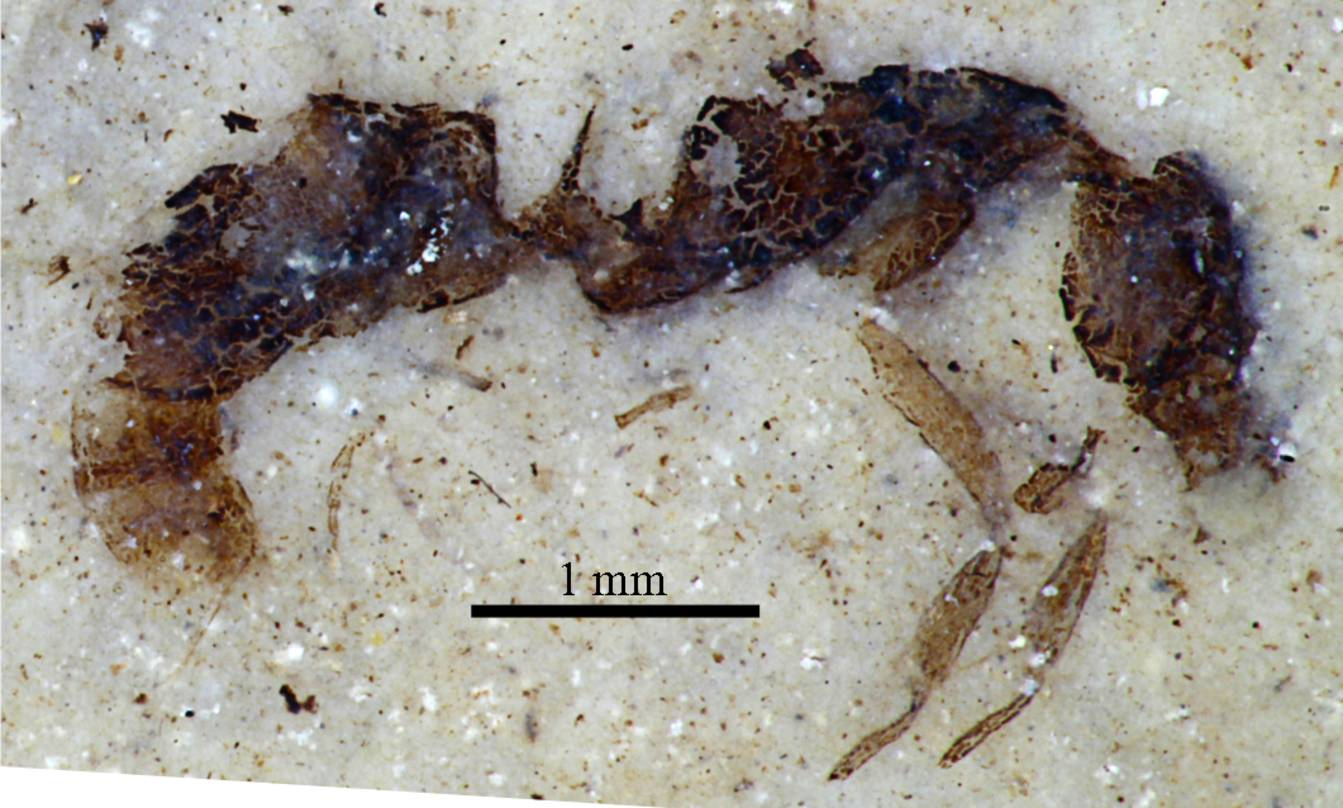
Ameise (Hymenoptera: Formicidae)

Viele Fossilien von Arthropoden sind im Foulden Maar vorzufinden. Diese umfassen Insekten und Spinnentiere. Es gibt vier erhaltene Spinnen inklusive einer sehr gut erhaltenen weiblichen Echten Radnetzspinnen (Araneidae). Die anderen Spinnen sind alle teilweise oder vollständig durch Pyrit ersetzt. Die Insekten umfassen eine Vielzahl an Gruppen und erhalten sind vollständige Insekten, einzelne Flügel, aquatische Larven und auch ein leerer Köcher einer Köcherfliege. Im Folgenden sind die verschiedenen erhaltenen Insekten aufgelistet:
- Geflügelte Steinfliegen (Plecoptera)[1][16]
- Termiten (Isoptera), welche den basalen Familien Stolotermitidae und Kalotermitidae zugeordnet werden. Insgesamt gibt es sechs Taxa im Foulden Maar, inklusive vier hier neu anerkannter.[1][17]
- Rindenwanzen (Aradidae) (der Hemiptera angehörig) sind in verschiedener Wachstumsstadien vorhanden.[1][18][19]
- Napfschildläuse (Coccidae) (der Hemiptera angehörig) ist eventuell ein Exemplar an einem Cryptocarya-Blatt vorhanden.[1]
- Käfer (Coleoptera) sind die häufigsten Insekten im Foulden Maar und umfassen folgende Taxa: Cerambycidae (Bockkäfer), Chrysomelidae (Blattkäfer), Curculionidae (Rüsselkäfer), Hydrophilidae (Wasserkäfer), Staphylinidae (Kurzflügler), Diptera (Fliegen) – darunter vermutlich Tipulidae (Schnaken).[1]
- Ameisen (Formicidae, ein Teil der Hymenoptera (Hautflügler)) sind mit mindestens 5 Unterfamilien vertreten, beispielsweise die Amblyoponinae[1][20][21]

### Wirbletiere

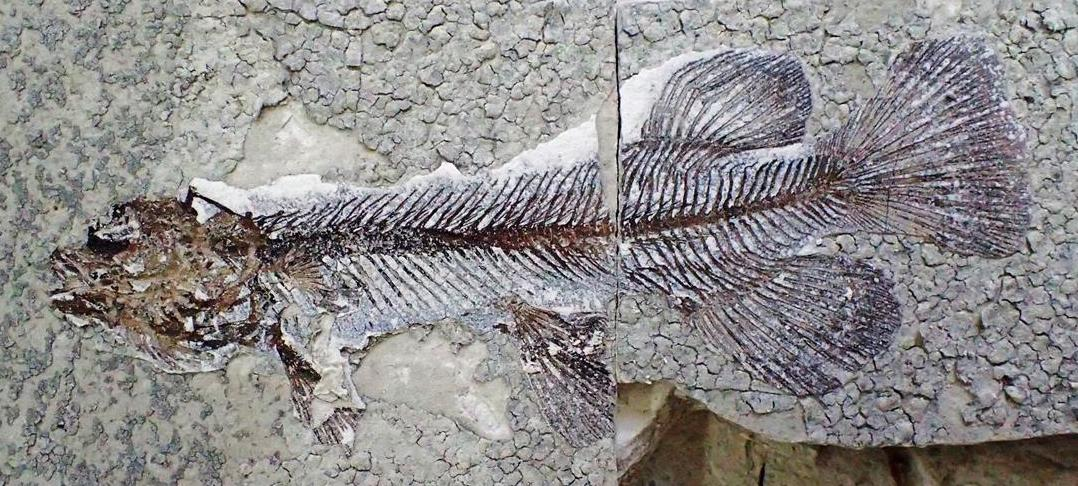
Galaxias effusus von Foulden Maar

Fossilien von Fischen sind sehr typisch im Foulden Maar. Diese gehören fast alle zu einer Art, die Galaxias effusus Lee, McDowell, & Lindqvist, 2007 (Galaxien). Die Fossilien umfassen circa 35 mm lange Larven bis hin zu 140 mm langen Erwachsenen. Außerdem wurde ein unvollständiges disartikuliertes Skelett von einem Aal gefunden.
Keine weiteren Wirbeltiere wurden bislang im Foulden Maar gefunden.

## Forschungsgeschichte

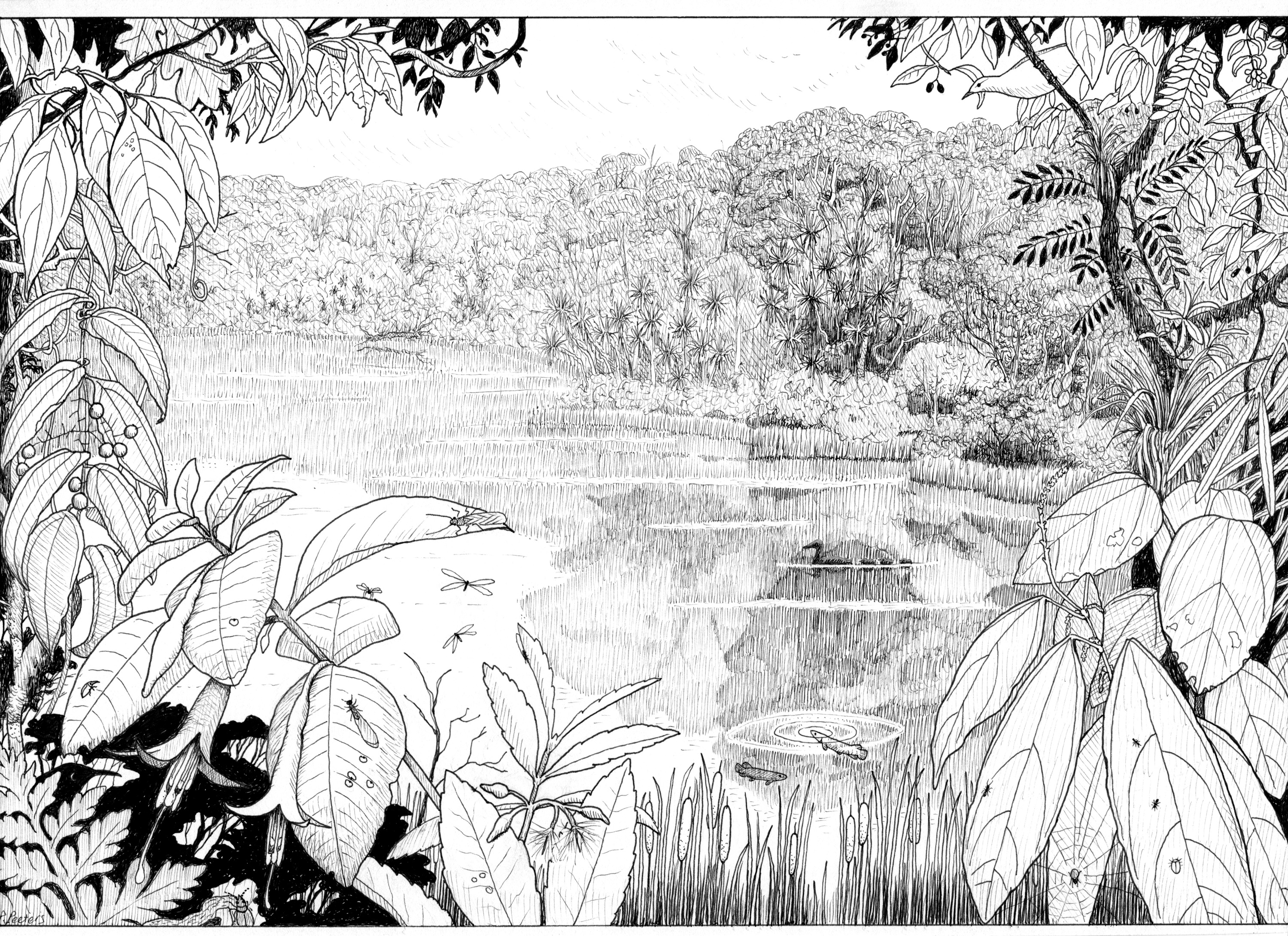
Rekonstruktion des Foulden Maar vor circa 23 Ma in Antrag gestellt von Dr. Daphne Lee und gemalt von Dr. Paula Peeters

### Wissenschaftliche Ausgrabungen
(Quelle: )
- 1875: erster Bericht einer „Diatomeenerde“ in der Umgebung
- Bis in die 1940er: sporadischer, kleinskaliger Abbau
- 1950er: erste wissenschaftliche Erkundung des Foulden Maars
- 1990er: erste formelle Beschreibung der pflanzlichen Fossilien
- 2001 und 2003: neuer Abbau vom Diatomeen
- Seit 2003: systematische Erforschung des Maars durch die Geologie Abteilung der University of Otago, inklusive geologische Kartierungen, geophysische Charakterisierung, Vulkanologie, Sedimentologie und Paläoklimaanalysen
- 2009: Bohrkernnahme und detaillierte Charakterisierung der Stratigraphy sowie radiometrische Datierung von Vulkanit-Klasten im Bohrkern
- 2019: Pläne für eine massive Erweiterung des Abbaus, welche stark protestiert wurden und verworfen wurden infolge von Konkursverwaltung und Liquidation des Bergbauunternehmens
- Stand 2024: es besteht kein Zugriff auf das Foulden Maar, für Bergbau oder Wissenschaft, aufgrund anhaltenden Verhandlungen bezüglich desen Zukunft

### Publikationen
Die wissenschaftlich Forschung am Foulden Maar umfasst eine Vielfalt an Publikationen im Bezug auf Geologie, Paläotologie, Palöoklimafoschung und angrenzende Forschungsgebiete. Dabei wird die Signifikanz des Foulden Maar als wichtige Konservatlagerstätt und Klimaachiev klargestellt, welche mitunter die Rekonstruktion von vergangenen Ökosystemen und deren Entwicklung in Neeseeland erlaubt.